# Rada Narodowa (Austria)

Wyniki wyborów do Rady Narodowej (1945–2024)

Rada Narodowa (niem. Nationalrat) – izba niższa austriackiego parlamentu, licząca 183 członków. Pełni funkcje ustawodawcze, ustrojodawcze, kreacyjne i kontrolne.
Kadencja Rady Narodowej trwa 5 lat. Przed upływem kadencji może ona zostać rozwiązana przez nią samą albo na skutek decyzji Prezydenta Federalnego, z tym zastrzeżeniem, że może to uczynić tylko raz z tego samego powodu.
W ciągu 30 dni od wyborów Prezydent Federalny zwołuje Radę Narodową. Do czasu wyboru nowego Przewodniczącego Rady Narodowej posiedzenia otwiera i prowadzi poprzedni przewodniczący.
Obraduje ona na sesjach zwyczajnych i nadzwyczajnych. Sesje zwyczajne zwołuje Prezydent Federalny. Nie powinna się one zaczynać przed 15 sierpnia i kończyć się później niż 15 lipca następnego roku. Sesje nadzwyczajne zwołuje Prezydent Federalny na wniosek Rządu Federalnego albo ⅓ posłów Rady Narodowej lub Rady Federalnej. W trakcie sesji Przewodniczący Rady Narodowej zwołuje poszczególne posiedzenia. Zakończenie sesji ogłasza Prezydent Federalny na podstawie uchwały Rady Narodowej.
Posiedzenia są jawne, chyba że Rada Narodowa uchwali wyłączenie ich jawności po usunięciu publiczności na wniosek Przewodniczącego Rady Narodowej lub ⅕ liczby posłów.

## Wybory
Wybory zarządzane są przez Rząd Federalny na niedzielę lub ustawowo dzień wolny od pracy. Przeprowadzają je organy wyborcze, które są tworzone przed każdymi wyborami. Najwyższym organem wyborczym jest Federalna Komisja Wyborcza (Bundeswahlbehörde) sprawująca nadzór nad działalnością pozostałych organów oraz opracowująca i publikująca końcowe wyniki wyborów. Obsługę techniczną zapewnia jej Federalne Ministerstwo Spraw Wewnętrznych, gdzie ma siedzibę. Na jej czele stoi Federalny Minister Spraw Wewnętrznych, a w skład jej jeszcze wchodzą przedstawiciele partii politycznych oraz sędziowie w czynnej służbie lub w stanie spoczynku.
Spisy wyborców prowadzą gminy jako zadanie zlecone.
Obszar federacji dzieli się na 9 krajowych okręgów wyborczych, które dzielą się na regionalne okręgi wyborcze.

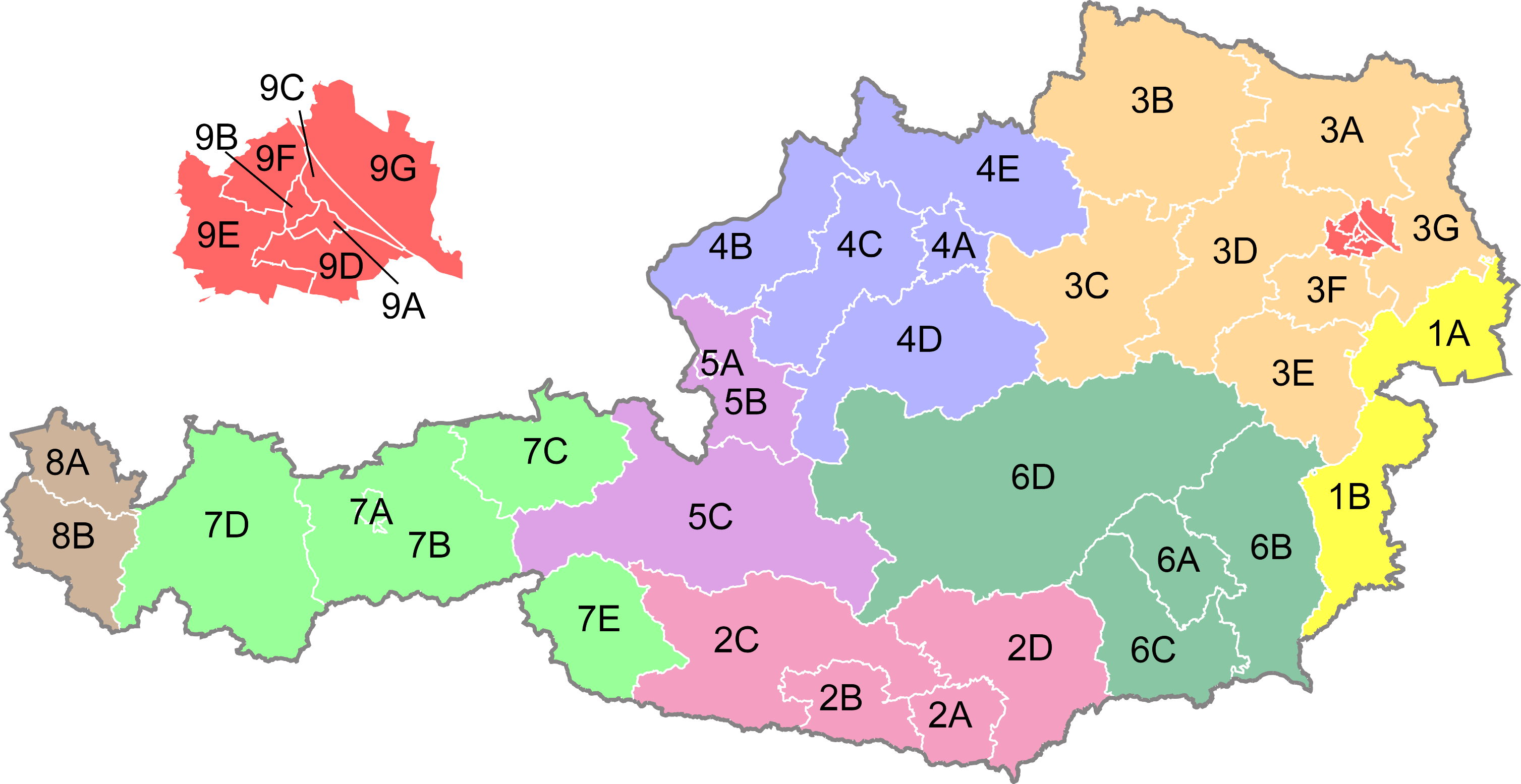
Krajowe okręgi wyborcze podzielone na regionalne okręgi wyborcze

Rada Narodowa wybierana jest w wyborach równych, bezpośrednich, w głosowaniu tajnym, osobistym, przez mężczyzn i kobiety, którzy najpóźniej w dniu wyborów ukończyli 16 lat, według zasady proporcjonalności (tzw. wybory pięcioprzymiotnikowe). Bierne prawo wyborcze przysługuje obywatelom, którzy najpóźniej w dniu wyborów ukończyli 18 rok życia. Pozbawienie czynnego i biernego prawa wyborczego może nastąpić jedynie na mocy prawomocnego wyroku sądu.
Próg wyborczy dla partii politycznych wynosi 4%.
Protesty wyborcze składa się do Trybunału Konstytucyjnego.

## Zadania

### Stanowienie prawa
Sprawuje ustawodawstwo federalne wspólnie z Radą Federalną. Jako izba niższa, rozpatruje projekty ustaw federalnych w pierwszej kolejności, a w niektórych przypadkach wyłącznie ona.
Projekty ustaw rozpatrywane są w 3 czytaniach, choć przeważnie zamiast pierwszego czytania projekty bezpośrednio trafiają do komisji, gdzie toczy się większość prac.
Po zakończeniu trzeciego czytania Rada Narodowa uchwala projekty ustaw federalnych zwykłą większością głosów w obecności co najmniej ⅓ liczby posłów, po czym ustawy przekazywane są Radzie Federalnej.
W razie sprzeciwu Rady Federalnej jeszcze raz przeprowadza głosowania nad ustawami federalnymi. Aby sprzeciw nie został uwzględniony, potrzebna jest zwykła większość głosów podjęta w obecności co najmniej połowy liczby posłów.
Jeżeli Rada Federalna nie wyraziła sprzeciwu lub nie został on uwzględniony przez Radę Narodową, ustawy federalne przedkłada się Prezydentowi Federalnemu.
Ustawy dotyczące regulaminu Rady Narodowej, jej rozwiązania, budżetu, zatwierdzenia federalnego sprawozdania finansowego, rozporządzenia majątkiem federacji, zaciągnięcia lub przekształcenia długu federalnego oraz innych spraw finansowych rozpatrywane są wyłącznie przez Radę Narodową.
Ustawy zmieniające konstytucję (ustawy konstytucyjne) uchwalane są większością ⅔ głosów w obecności co najmniej połowy liczby posłów. W sytuacji, kiedy mają one ograniczyć władzę ustawodawczą lub wykonawczą państw członkowskich, Rada Federalna uchwala je większością ⅔ głosów w obecności co najmniej połowy liczby jej członków.
Ustawa o regulaminie Rady Narodowej jest uchwalana większością ⅔ głosów w obecności co najmniej połowy ustawowej ilości członków.

### Polityka zagraniczna
Zawarcie umów międzynarodowych w kwestiach politycznych, zmieniających lub uzupełniających obowiązujące ustawy dokonywane jest za zgodą Rady Narodowej i Rady Federalnej (uchwalaną jak zwykłe ustawy). W przypadku zawarcia umów międzynarodowych dotyczących podstaw Unii Europejskiej zgoda wyrażana jest większością ⅔ głosów w obecności co najmniej połowy ilości członków (zarówno przez Radę Narodową, jak i Radę Federalną).
O zamiarze zawarcia powyższych umów międzynarodowych Rząd Federalny niezwłocznie powiadamia Radę Narodową i Radę Federalną.

### Budżet
Co roku Rada Narodowa uchwala budżet na następny rok. Inicjatywa ustawodawcza w sprawie budżetu przysługuje Rządowi Federalnemu. W sytuacji niedotrzymania przez niego terminu projekt budżetu mogą złożyć członkowie Rady Narodowej.
Co miesiąc Federalne Ministerstwo Finansów przedstawia informacje o wykonywaniu budżetu, a pozostałe ministerstwa informują o tym, w jaki sposób wykorzystują środki przewidziane dla nich w budżecie. Trybunał Obrachunkowy każdego roku przedkłada federalne sprawozdanie finansowe z wykonania budżetu do zatwierdzenia przez Radę Narodową.
W sprawach budżetowych Radzie Narodowej doradza Służba Budżetowa. Utworzono ją w lipcu 2012 r. jako bezstronny zespół ekspertów.

### Funkcje kontrolne
Rada Narodowa wspólnie z Radą Federalną sprawują kontrolę nad działalnością Rządu Federalnego.
Instrumentami kontroli parlamentu są m.in.:
- interpelacje i pytania jego członków,

- godzina aktualności,

- komisje śledcze,

- wotum nieufności.

Ważną rolę odgrywają również sprawozdania rządowe, kontrole Trybunału Obrachunkowego oraz Adwokatura Ludowa.

#### Interpelacje, pytania i godzina aktualności
Interpelację do Rządu Federalnego, jego poszczególnych członków albo do Prezesa Trybunału Obrachunkowego może złożyć grupa 5 posłów Rady Narodowej. Czas na ustosunkowanie się do niej wynosi 2 miesiące. Na wniosek co najmniej 5 posłów Rząd Federalny, członkowie rządu lub Prezes Trybunału Obrachunkowego mogą udzielić odpowiedzi tego samego dnia. Ograniczenia w możliwości składania takich wniosków określa ustawa.
Zazwyczaj posiedzenia zaczynają się od trwającej nie dłużej niż 60 minut tury pytań, chyba że Przewodniczący Rady Narodowej zadecyduje o jej przedłużeniu. Podczas niej posłowie mogą zadawać krótkie i zwięzłe ustne pytania Rządowi Federalnemu lub jego członkom. Spoczywa na nich obowiązek udzielenia odpowiedzi ustnych w trakcie tego samego posiedzenia. W trakcie miesiąca poseł nie może zadać wiecej niż 4 pytania.
Na początku tygodnia sesyjnego na wniosek co najmniej 5 posłów Rady Narodowej może odbyć się godziną aktualności, która służy jako forum do dyskusji na temat ważnych, bieżących kwestii związanych z wykonawstwem federalnym. Podczas nich nie można składać żadnych wniosków i podejmować decyzji.
Członkowie Rady Narodowej mogą również zwracać się z pytaniami do Przewodniczącego Rady Narodowej lub przewodniczących komisji, lecz w tych przypadkach nie określono terminu na ustosunkowanie się do interpelacji.

#### Wotum nieufności
Parlament nie uczestniczy w procesie powołania Rządu Federalnego, ale Rada Narodowa może wobec niego lub jego członków uchwalić wotum nieufności w obecności co najmniej połowy jej członków. W takim przypadku Prezydent Federalny musi odwołać Rząd Federalny lub poszczególnych jego członków i powołać nowy lub inną osobę w miejsce odwołanej. Rada Federalna nie uczestniczy w tej procedurze.
Wotum nieufności wyrażone rządowi Sebastiana Kurza w 2019 r. było pierwszym skutecznym wotum nieufności.

#### Komisje śledcze (Untersuchungsausschuss, w skrócieU-Ausschuss)
Przedmiotem śledztwa komisji może być wyłącznie konkretny, zakończony proces w obszarze wykonawstwa federalnego.
Wniosek o powołanie komisji może złożyć ¼ posłów lub grupa co najmniej 5 posłów. Rozpatrywany jest on pod kątem zgodności przedmiotu śledztwa z art. 53 ust. 2 Federalnej Ustawy Konstytucyjnej Austrii przez Komisję Regulaminową, która również wybiera ich skład osobowy (każda partia reprezentowana w Komisji Głównej musi posiadać przynajmniej 1 swego przedstawiciela), sędziego procesowego, rzecznika procesowego oraz ich zastępców. Komisja Regulaminowa sporządza raport i przedkłada go Radzie Narodowej.
Jeśli rozpatrzy ona pozytywnie wniosek złożony przez grupę co najmniej 5 posłów to, poddawany jest on pod głosowanie Rady Narodowej, która decyduje o powołaniu komisji śledczej. Jeżeli wniosek mniejszości zostanie rozpatrzony pozytywnie, komisja śledcza jest powoływana automatycznie. W przypadku odrzucenia wniosku mniejszości, mniejszość może odwołać się do Trybunału Konstytucyjnego, który bada zgodność decyzji Komisji Regulaminowej z Konstytucją. Może on oddalić skargę lub uwzględnić ją, co jest równoznaczne z powołaniem komisji śledczej.
Na ich czele stoi jeden z Przewodniczących Rady Narodowej, choć nie posiada on w niej prawa głosu. Reprezentuje ją na zewnątrz i na bieżąco informuje opinie publiczną o postępie prac. Otwiera i zamyka posiedzenia, opracowuje plan prac, czuwa nad utrzymaniem porządku i spokoju podczas posiedzeń oraz przygotowuje wezwania, a także zarządzenia. Wyznacza on swego zastępcę, który nie może być członkiem komisji śledczej. Sędzia procesowy doradza przewodniczącemu we wszystkich kwestiach proceduralnych. Wspiera go w przygotowywaniu planu posiedzeń i w procesie konsultacji z Federalnym Ministerstwem Sprawiedliwości. Poucza on świadków i biegłych o przysługujących im prawach i obowiązkach, a także przeprowadza wstępne przesłuchanie i informuje o niedopuszczalności pytań. Sporządza on projekt sprawozdanie z prac komisji śledczej. Sędzią procesowym może zostać tylko osoba powołana na urząd sędziego. Rzecznik procesowy informuje przewodniczącego lub sędziego procesowego o wszelkich naruszeniach reguł procesowych oraz o zbytniej ingerencji w prawa podstawowe i dobra osobiste. Komisja śledcza może powołać oficera śledczego, któremu powierzono wykonanie określonych czynności przygotowujących do przeprowadzenia dowodów.
Podczas przesłuchań mogą być obecni przedstawiciele mediów, ale nagrywanie jest dopuszczone tylko w celu sporządzenia protokołów. Przewodniczący może zadecydować o wyłączeniu jawności posiedzenia. Posiedzenia komisji mają charakter poufny. Komisja śledcza może zadecydować o publikacji m.in. stenogramów przesłuchań, opinii biegłych czy protokołów oficerów śledczych. Sędzia procesowy i rzecznik procesowy mogą się temu sprzeciwić.
Przeprowadza ona dowody. Przesłuchuje ona świadków, biegłych, a także przeprowadza oględziny. Za niestawiennictwo osób wezwanych komisja może zwrócić się do Federalnego Sądu Administracyjnego o nałożenie kar. Z kolei osoby przesłuchiwane mogą wnieść skargę do Trybunału Konstytucyjnego za naruszenie ich dóbr osobistych.
Najczęściej komisje śledcze były tworzone w celu kontroli działalności Rządu Federalnego, administracji federalnej, a także wyjaśnieniu pewnych skandali i afer.
Przykładami są:
- komisja śledcza ds. budowy szpitala ogólnego w Wiedniu (AKH – Allgemeines Krankenhaus),

- komisja śledcza ds. afery Lucona,

- komisja śledcza ds. zbadania podstaw wydania licencji na eksport sprzętu wojennego, który trafił do państw Iraku i Iranu oraz kontroli wywozu materiałów wojennych,

- komisja śledcza ds. tzw. „afery z Ibizy”,

- komisja śledcza do wyjaśnienia zarzutów korupcji wobec członków rządu ÖVP.

#### Pociągnięcie do odpowiedzialności konstytucyjnej
Rada Narodowa może pociągnąć do odpowiedzialności konstytucyjnej przed Trybunałem Konstytucyjnym Rząd Federalny, Prezesa Trybunału Obrachunkowego lub Przedstawiciela Austrii w Radzie Unii Europejskiej za popełnienie zawinionych deliktów konstytucyjnych w trakcie sprawowania urzędu, a także za przestępstwa związane ze sprawowaniem urzędu, jeżeli tak postanowi.

#### Sprawozdania rządowe
Na Rządzie Federalnym lub poszczególnych jego członkach spoczywa, określony w różnych ustawach federalnych, obowiązek składania sprawozdań Radzie Narodowej lub w niektórych przypadkach Radzie Federalnej. Mogą również złożyć je z własnej inicjatywy albo w związku z podjętą uchwałą przez Radę Narodową lub Radę Federalną.

#### Kontrole Trybunału Obrachunkowego
Trybunał Obrachunkowy podlega bezpośrednio Radzie Narodowej. Jego Prezes wybierany jest przez tę izbę parlamentu na wniosek Komisji Głównej na 12-letnią kadencję bez prawa do ponownego wyboru.
Kontroluje on działalność finansową Federacji, a w tym m.in. gospodarkę państwową Federacji, zarządzanie fundacjami, funduszami, zakładami należącym do władz federalnych, a także przedsiębiorstw, w których co najmniej 50% udziałów należy do samej Federacji lub niej wspólnie z innym podmiotem podlegającym kontroli Trybunału Obrachunkowego. Kontrole przeprowadzane są pod kątem poprawnego prowadzenia rachunków, legalności, gospodarności, oszczędności i celowości.
Trybunał Obrachunkowy sporządza federalne sprawozdanie finansowe o wykonaniu budżetu i przedkłada je Radzie Narodowej.
Przeprowadza on również kontrole na podstawie uchwały Rady Narodowej lub na wniosek posłów.

#### Rzecznik Ludowy
W skład tego urzędu wchodzą 3 osoby wybierane na 6-letnią kadencję przez Radę Narodową na wniosek Komisji Głównej. Ponownie można być wybranym tylko raz.
Kontroluje on działalność administracji federalnej oraz odpowiada za promowanie i ochronę praw obywatelskich przez rozpatrywanie kierowanych do niego skarg. Złożyć je może każdy z powodu nieprawidłowości w funkcjonowaniu administracji federalnej, a w szczególności naruszenia praw człowieka.
Adwokatura Ludowa co roku składa sprawozdanie ze swojej działalności Radzie Narodowej i Radzie Federalnej.

### Funkcja kreacyjna
Rada Narodowa powołuje Prezesa Trybunału Obrachunkowego, 3 osoby wchodzące w skład Rzecznika Ludowego, a także przedstawia propozycje 3 sędziów do Trybunału Konstytucyjnego oraz 2 ich zastępców.

### Zadania realizowane przez Komisję Główną
Komisja Główna (Hauptausschuss) jest komisją stałą i może zebrać się w każdej chwili. Realizuje kompetencje Rady Narodowej w zakresie prowadzenia polityki unijnej oraz niektóre zadania w obszarze wykonawstwa federalnego (zgodnie z nomenklaturą prawa austriackiego), a także składa propozycje kandydatów na określone funkcje.

#### Polityka unijna
Rząd Federalny w porozumieniu z Komisją Główną przedstawia kandydatów austriackich do Komisji Europejskiej, Trybunału Sprawiedliwości Unii Europejskiej, Europejskiego Trybunału Obrachunkowego, Rady Administracyjnej Europejskiego Banku Inwestycyjnego. Komisja Główna jest na bieżąco informowana o zamiarach Rady Europejskiej i Rady Unii Europejskiej przez właściwego ministra federalnego, od którego może żądać zajęcia określonego stanowiska względem projektów aktów normatywnych Unii Europejskiej. Może również wyrazić życzenia dot. polityki europejskiej.

#### Udział w wykonawstwie federalnym
Niektóre decyzje wymagają uprzedniej konsultacji z Komisją Główną, np. ogłoszenie i wyznaczenia dnia wyborów czy rozmieszczenie wojsk za granicą.
Jej podkomisja w sytuacjach nadzwyczajnych, kiedy Rada Narodowa nie może się zebrać udziela zgodę na wydanie przez Prezydenta Federalnego na wniosek Rządu Federalnego tymczasowego rozporządzenia zmieniającego ustawę, które musi zostać niezwłocznie przedstawione Radzie Narodowej. Jeżeli w momencie przedłożenia nie trwa sesja, to zwołuje się Radę Narodową w ciągu 8 dni.

#### Proponowanie kandydatów
Proponuje ona kandydatów na Prezesa Trybunału Obrachunkowego, członków wchodzących w skład Rzecznika Ludowego oraz Przewodniczącego Parlamentarnej Federalnej Komisji Sił Zbrojnych.

## Posłowie

### Zasada incompatibilitas
Mandatu posła nie można łączyć z mandatem członka Rady Federalnej, posła do Parlamentu Europejskiego, z urzędem Prezydenta Federalnego, Prezesa Trybunału Obrachunkowego, członka Rzecznika Ludowego ani członka sądów naczelnych (Sądu Najwyższego, Trybunału Administracyjnego, Trybunału Konstytucyjnego). Sędziom, prokuratorom, funkcjonariuszom służb bezpieczeństwa, żołnierzom, pracownikom administracji skarbowej zabrania się dalszego wykonywania obowiązków służbowych, chyba że odpowiednia komisja w indywidualnym przypadku dopuści dalsze sprawowanie urzędu, jeżeli będą w stanie wykonywać urząd w sposób obiektywny i wolny od wpływów.
Na posłach spoczywa obowiązek zgłaszania zajmowania stanowisk kierowniczych w spółkach, fundacjach i innych organizacjach, radach nadzorczych, a także wykonywania pewnych działalności i prac określonych w ustawie o niepołączalności i transparentności oraz podawania wysokość osiąganych przychodów. Informacje na ten temat publikowane są na stronie parlamentu.

### Immunitet parlamentarny

#### Immunitet materialny (zwany w Austrii zawodowym)
Obowiązuje on od chwili objęcia mandatu do momentu wygaśnięcia mandatu.
Poseł nie może zostać pociągnięty do odpowiedzialności za to, w jaki sposób głosował, natomiast za oświadczenia ustne i pisemne złożone w trakcie prac parlamentarnych w zakresie wykonywania urzędu (np. podczas posiedzeń, komisji, komisji śledczych) ponosi odpowiedzialność przed Radą Narodową. Wyłączone są zatem spod ochrony immunitetu wypowiedzi składane np. podczas konferencji prasowych czy spotkań wyborczych czy każdy inny czyn. Należy również wskazać, że poseł za zniesławienie oraz ujawnienie informacji opatrzonych klauzulą „ściśle tajne” może zostać pociągnięty do odpowiedzialności karnej niezależnie od miejsca i czasu popełnienia tych czynów.

#### Immunitet formalny (zwany w Austrii pozazawodowym)
Immunitet formalny obowiązuje od czasu objęcia mandatu i kończy w momencie wygaśnięcia mandatu. Organ może prowadzić postępowanie karne bez zgody Rady Narodowej za czyny niezwiązane z działalnością polityczną posła (np. spowodowanie wypadku samochodowego, kierowanie pod wpływem alkoholu, naruszeniu nietykalności cielesnej). Jednak musi on uzyskać zgodę, jeżeli żąda tego poseł lub ⅓ członków Komisji ds. Immunitetów.
Poseł może zostać aresztowany za zgodą Rady Narodowej, z wyjątkiem ujęcia go na gorącym uczynku popełnienia przestępstwa umyślnego zagrożonego karą dożywotniego pozbawienia wolności lub karą pozbawienia wolności od lat 3. W takiej sytuacji organ musi niezwłocznie poinformować o tym Radę, która może uchylić tymczasowe aresztowanie lub nakazać odstąpienie od ścigania. Przeszukania domu posła dokonuje się za zgodą Rady.
Wnioski o uchylenie immunitetu kieruje się do Rady Narodowej. Przewodniczący Rady Narodowej niezwłocznie przekazuje je Komisji ds. Immunitetów, która sporządza w tej sprawie sprawozdanie, po czym Rada Narodowa na posiedzeniu uchwala swoją decyzje. Jeżeli odpowiedź na wniosek nie zostanie udzielona w ciągu 8 tygodni, przyjmuje się, że zgoda została udzielona.

## Przewodniczący Rady Narodowej

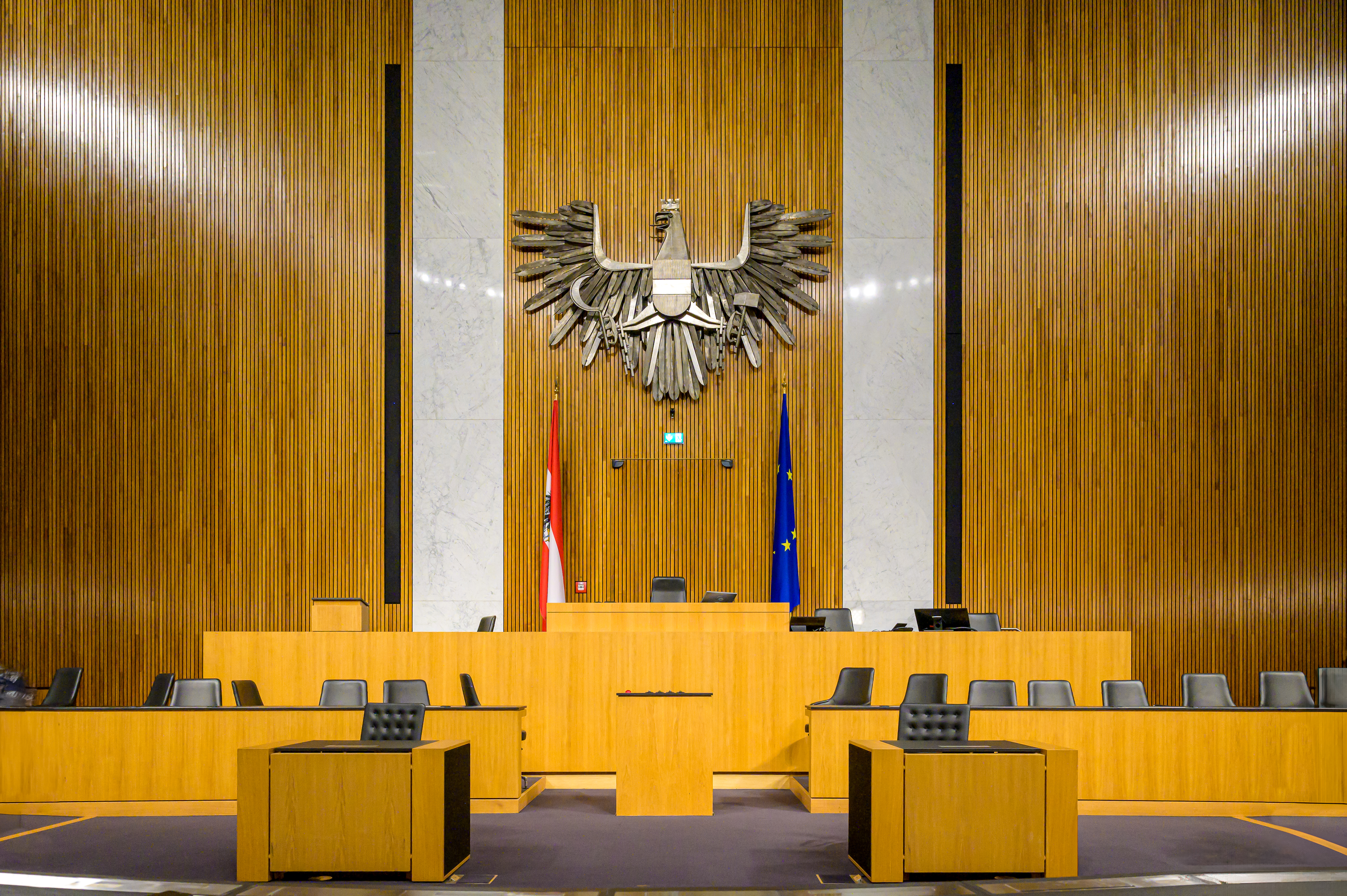
Widok na miejsce dla Przewodniczącego Rady Narodowej (po remoncie)

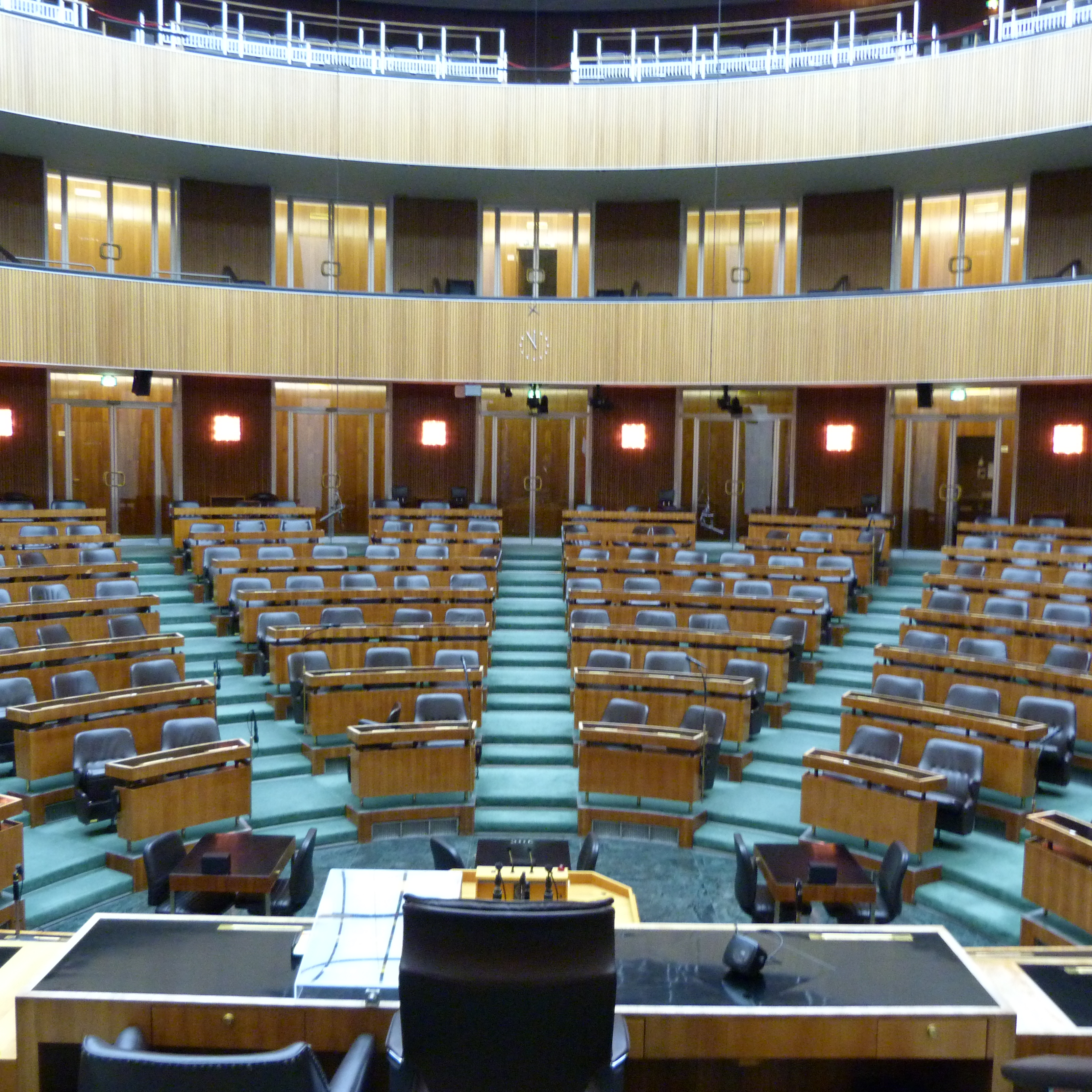
Widok na salę plenarną z perspektywy Przewodniczącego (stan przed remontem)

Przewodniczący Rady Narodowej (Präsident des Nationalrats, w skrócie Nationalratspräsident) jest najwyższym przedstawicielem izby niższej austriackiego parlamentu.
Jego zastępcami są Drugi Przewodniczący Rady Narodowej (Zweiter Präsident des Nationalrats, w skrócie Zweiter Nationalratspräsident) i Trzeci Przewodniczący Rady Narodowej (Dritter Präsident des Nationalrats, w skrócie Dritter Nationalratspräsident). Wykonują obowiązki Przewodniczącego w razie jego nieobecności albo w trakcie obrad.
Przewodniczący Rady Narodowej kieruje pracami Rady, reprezentuje ją na zewnątrz, a także w pewnych sytuacjach wspólnie z zastępcami pełni funkcje Prezydenta Federalnego.
Otwiera on, prowadzi i zamyka posiedzenia. Czuwa nad przestrzeganiem regulaminu oraz utrzymaniem spokoju i porządku obrad. W praktyce Przewodniczący z zastępcami na zmianę prowadzą obrady.
Prowadzi on obrady Zgromadzenia Federalnego na przemian z Przewodniczącym Rady Federalnej.
Kancelaria Parlamentu podlega bezpośrednio Przewodniczącemu Rady Narodowej, wobec której jest najwyższym organem administracyjnym. Mianuje on jej pracowników oraz przysługuje mu prawo wydawania poleceń.
W razie nieobecności Prezydenta Federalnego na okres powyżej 20 dni lub złożenia go z urzędu, jego kompetencje przejmuje Przewodniczący Rady Narodowej wraz ze swymi zastępcami, tworząc kolegium. Kieruje im Przewodniczący Rady Narodowej. Podejmuje ono decyzje większością głosów, a w przypadku równości głosów decydujący głos posiada przewodniczący najwyższą rangą.
Rada Narodowa wybiera przewodniczącego wraz z jego zastępcami na początku swojej kadencji po złożeniu ślubowania przez posłów. Pełni on swoją funkcję do czasu wyboru nowego.

## Konferencja Prezydialna Rady Narodowej
Tworzą ją Przewodniczący Rady Narodowej i jego zastępcy oraz przewodniczący klubów parlamentarnych.
Konferencja Prezydialna Rady Narodowej jest organem doradczym przy opracowywaniu planów pracy Rady Narodowej, ustalaniu porządku obrad i terminów posiedzeń oraz koordynowaniu prac komisji.
Niektóre sprawy wymagają wcześniejszych konsultacji na niej, m.in. usunięcie jednego lub większej ilości punktów z porządku obrad czy propozycje składu komisji śledczych.

## Sala plenarna
Rada Narodowa zbiera się od 1920 r. w sali znajdującej się w południowym skrzydle budynku parlamentu, gdzie uprzednio obradowała Izba Panów. Wskutek działań wojennych oraz pożaru w 1945 r. pomieszczenie zostało niemal całkowicie zniszczone. Po wojnie podjęto się zadania odbudowy sali. Ukończono ją w 1956 r. Architekci dostosowali jej wygląd do współczesnych realiów. Architektura sali jest skromna, nowoczesna i funkcjonalna. Pozbawiona jest zbytniego ornamentu. W centrum ponad wszystkimi posłami znajduje się wykonany ze stali orzeł Republiki Austrii.
W 2014 r. Rada Narodowa i Rada Federalna podjęły decyzję o remoncie budynku parlamentu. Na ten czas przeniesiono biura do specjalnie postawionych 3 pawilonów wykonanych z prefabrykatów na przy Hofburgu (dwa znajdował się na Heldenplatz, a trzeci na dziedzińcu biblioteki Hofburga), a miejscem obrad stała się Redoutensaal w Hofburgu. Remont rozpoczął się w 2017 r. i trwał do 2022 r.
W styczniu 2023 r. ponownie otwarto budynek parlamentu. Sala plenarna została odświeżona i zyskała nowy szklany sufit, wymieniono stary sprzęt, a także dostosowano ją do potrzeb osób niepełnosprawnych.

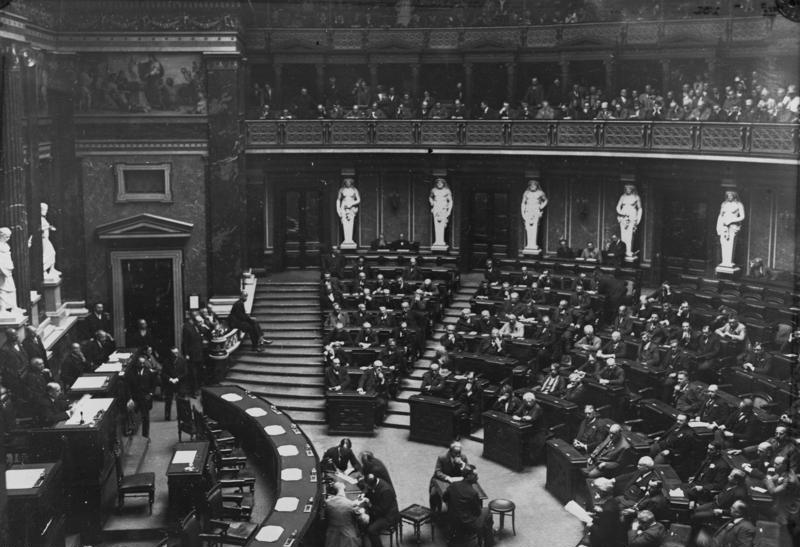
Wygląd sali przed 1945 r. (posiedzenie z 1930 r.)

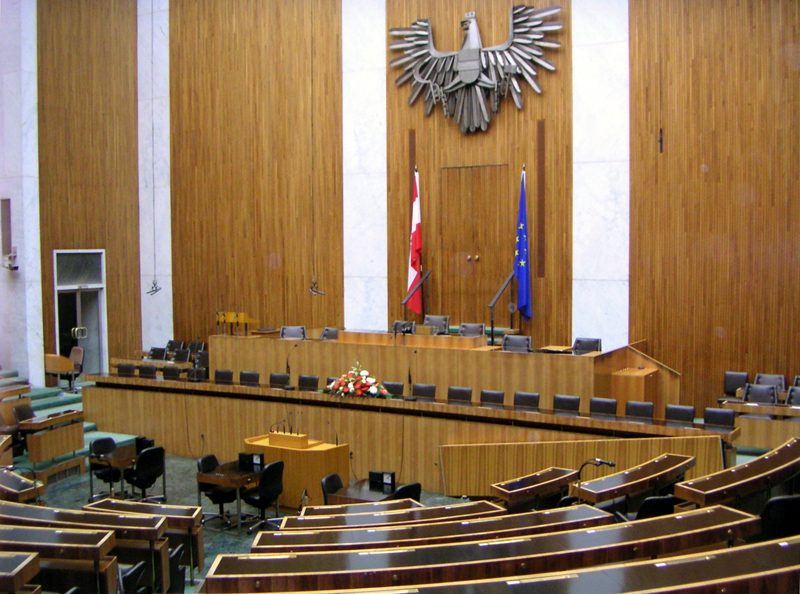
Sala przed remontem

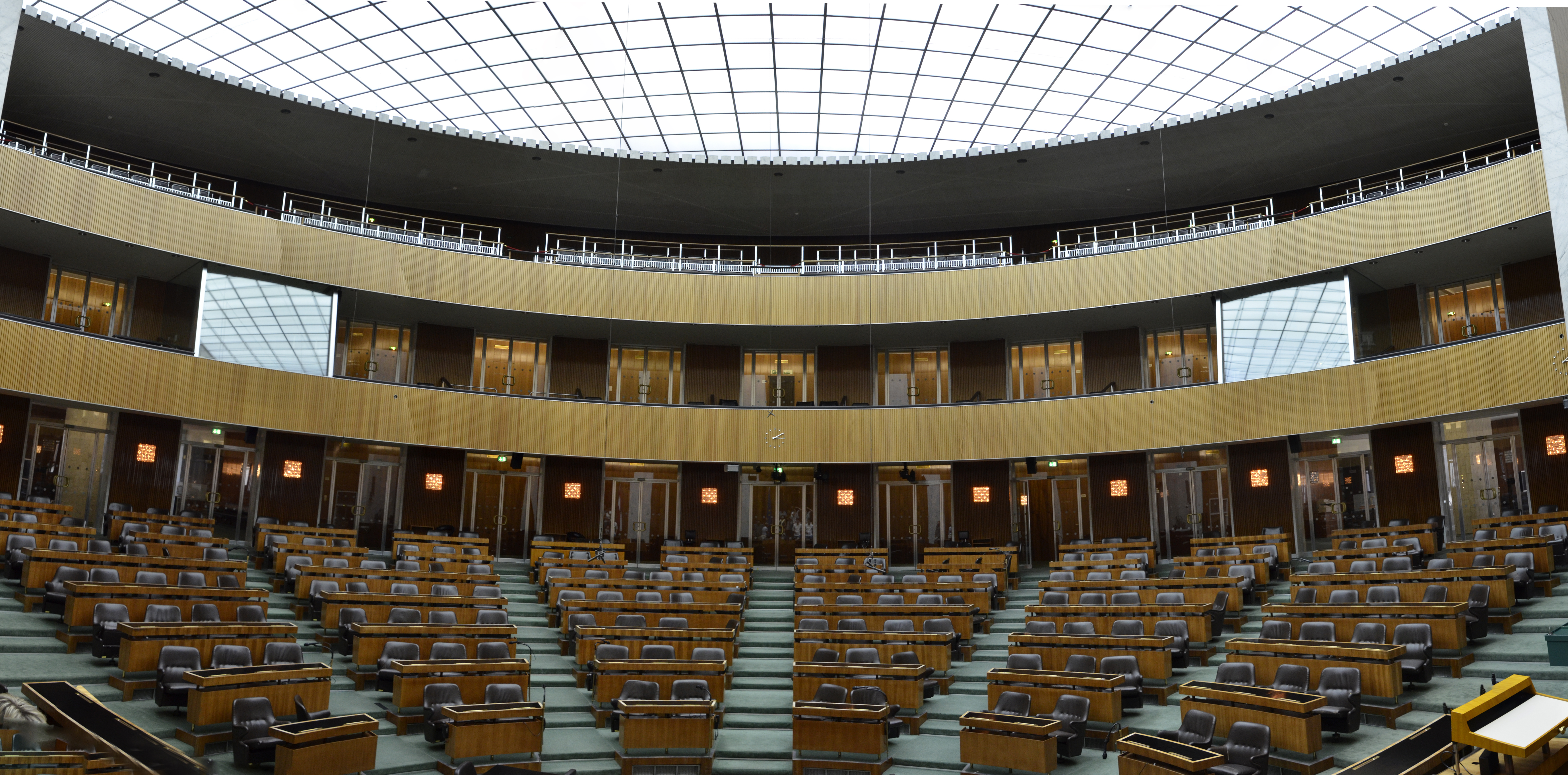
Sala przed remontem

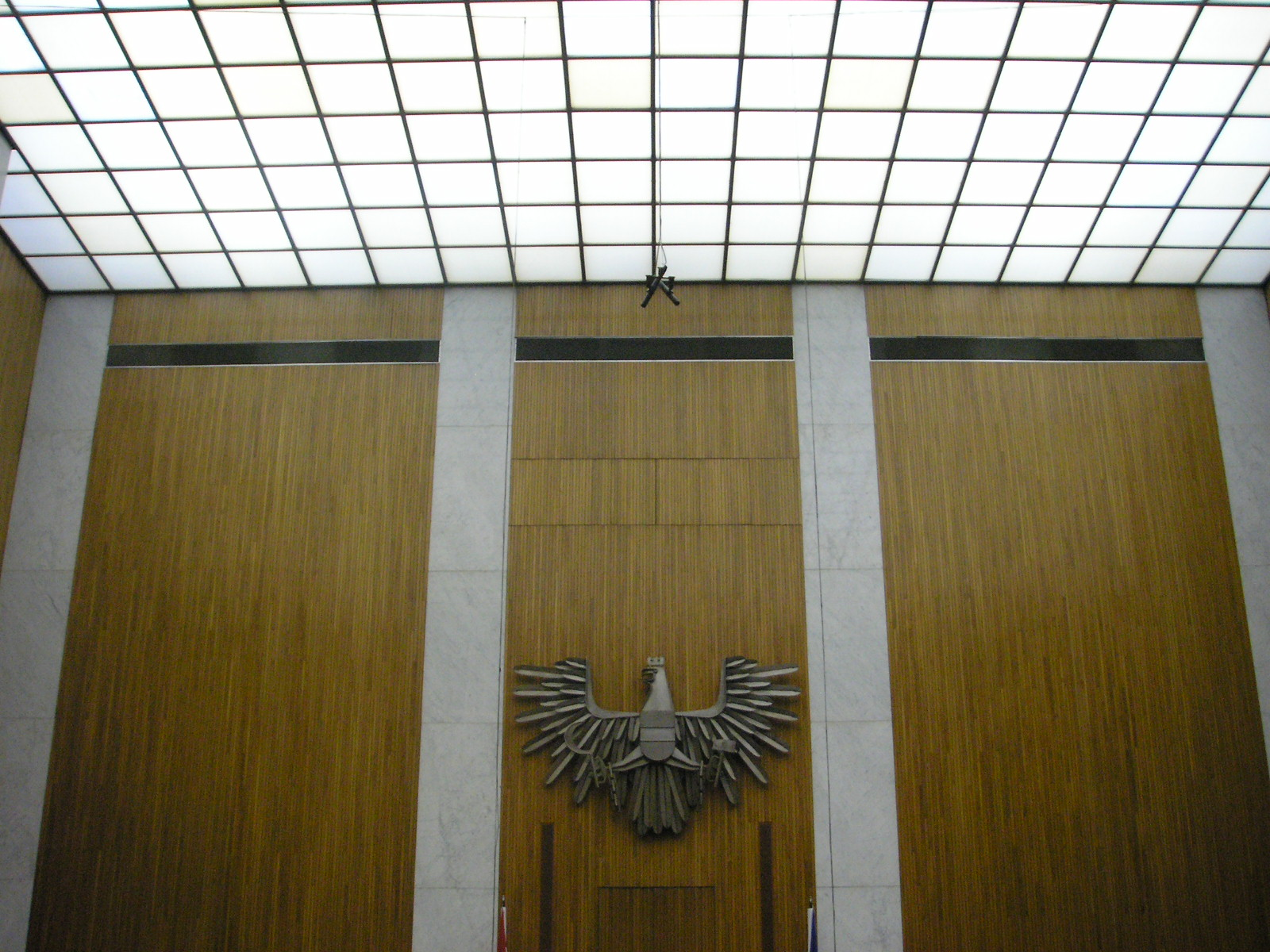
Sufit przed remontem

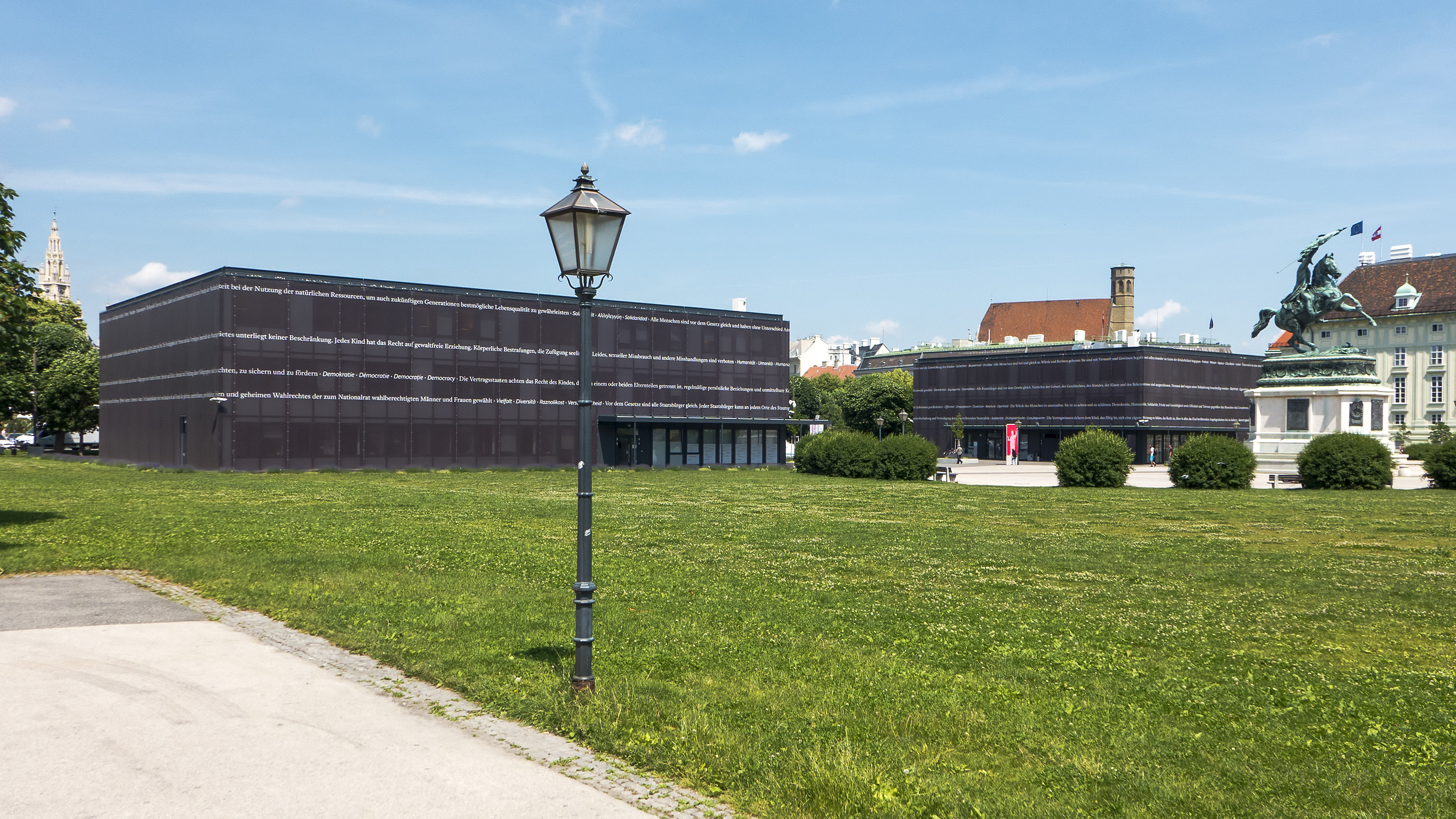
Tymczasowe budynek na Heldenplatzu

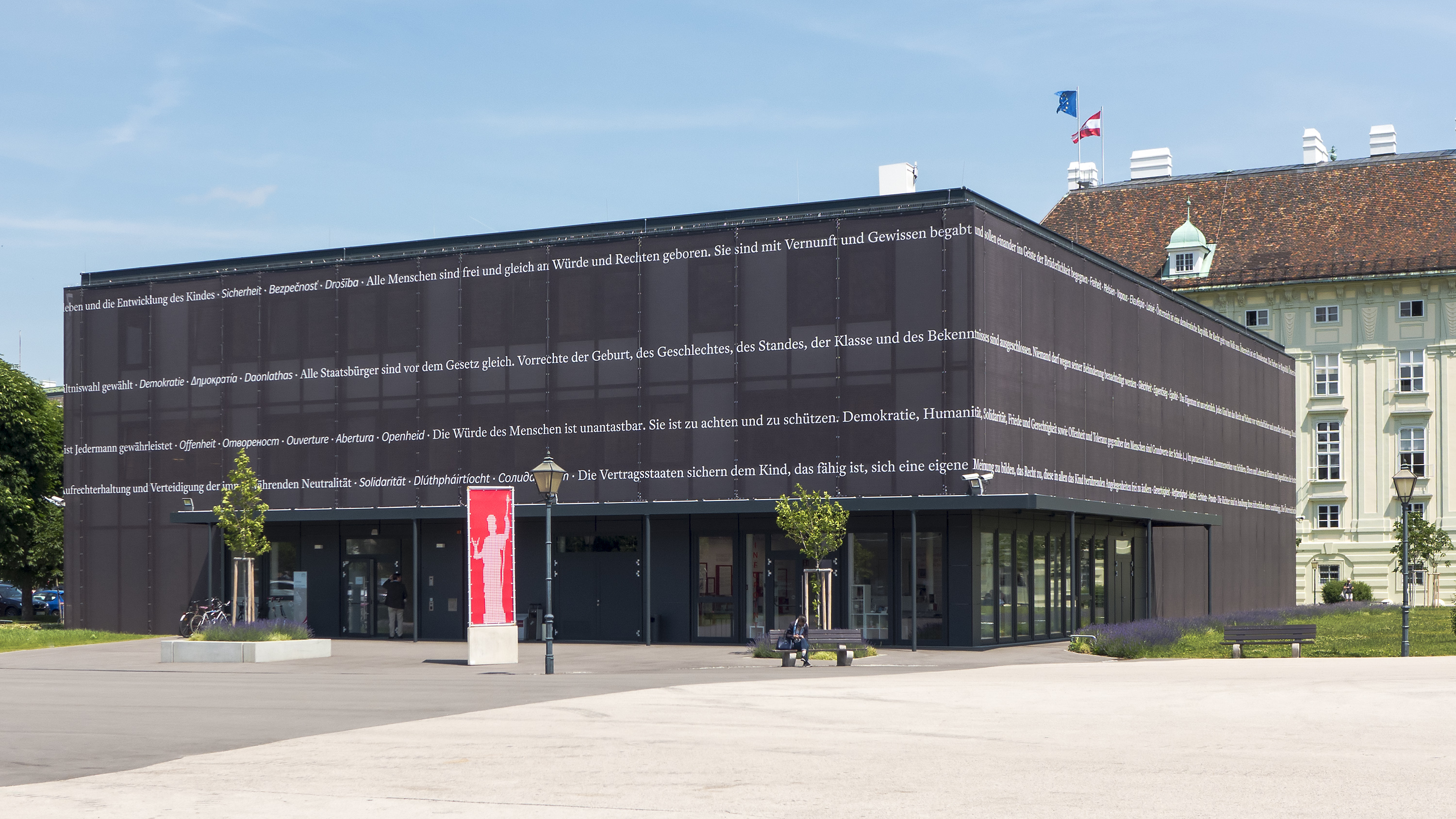
Tymczasowy budynek na Heldenplatzu

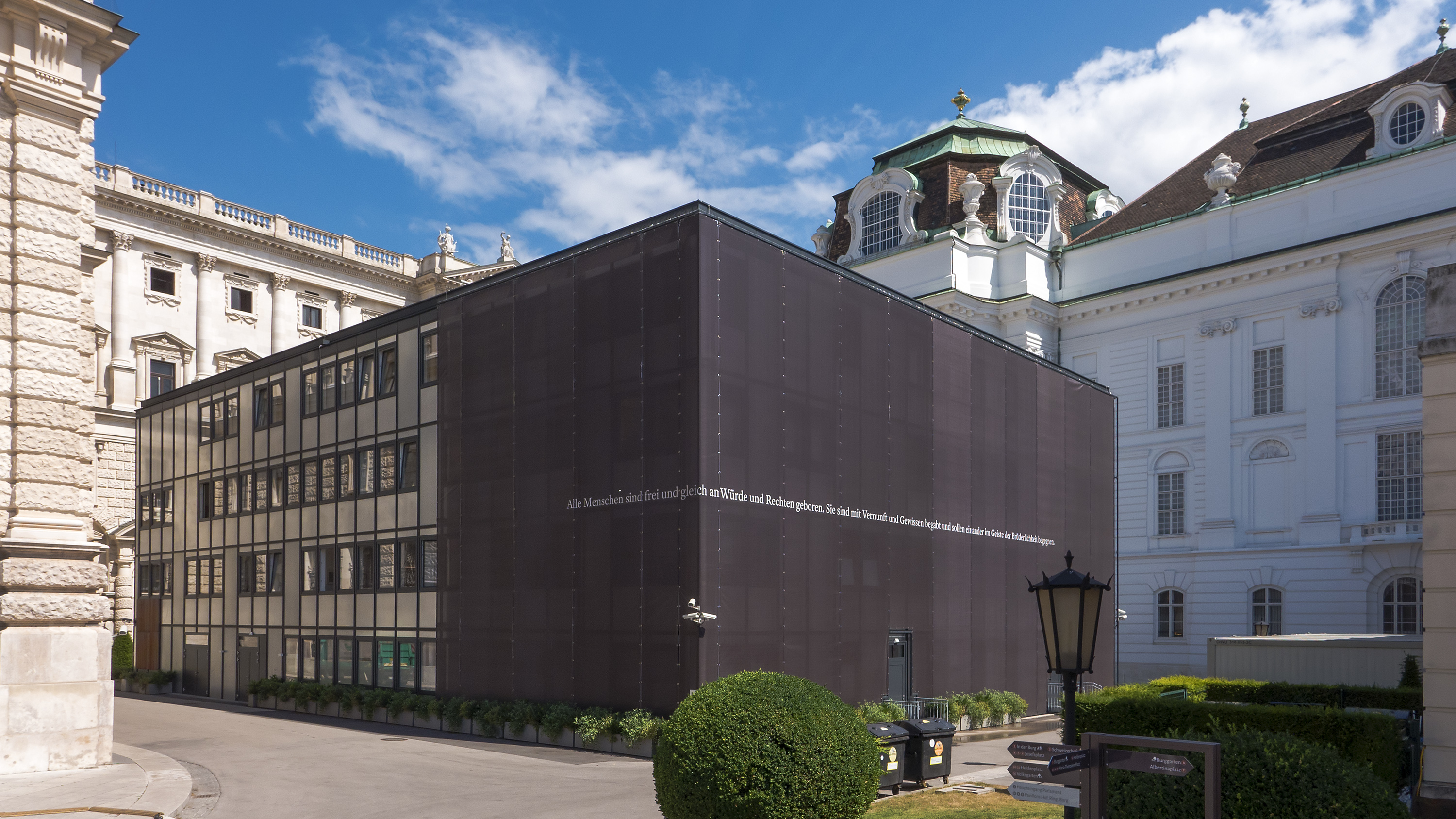
Tymczasowy budynek przy Bibliotece Narodowej

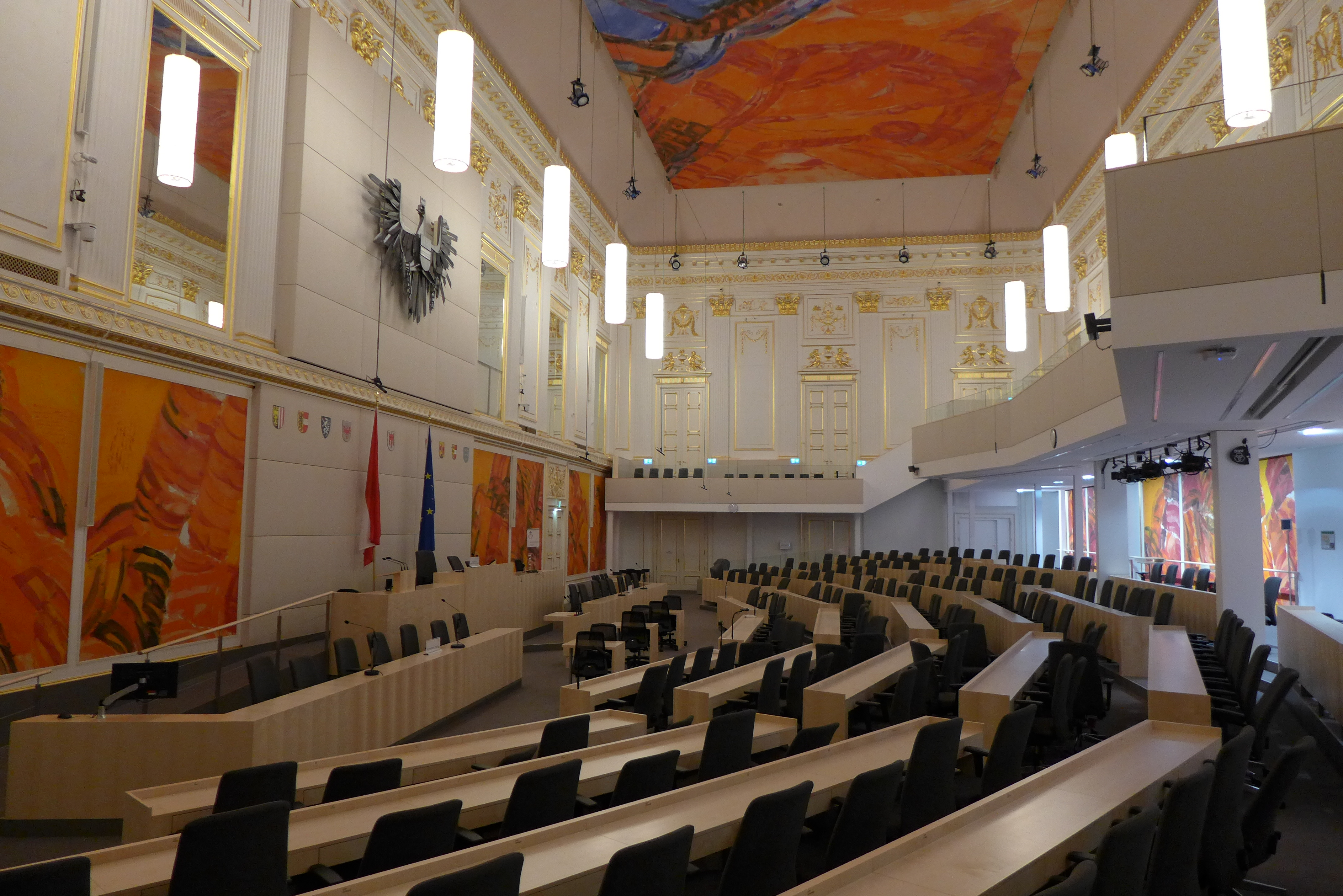
Tymczasowa sala posiedzeń Rady Narodowej

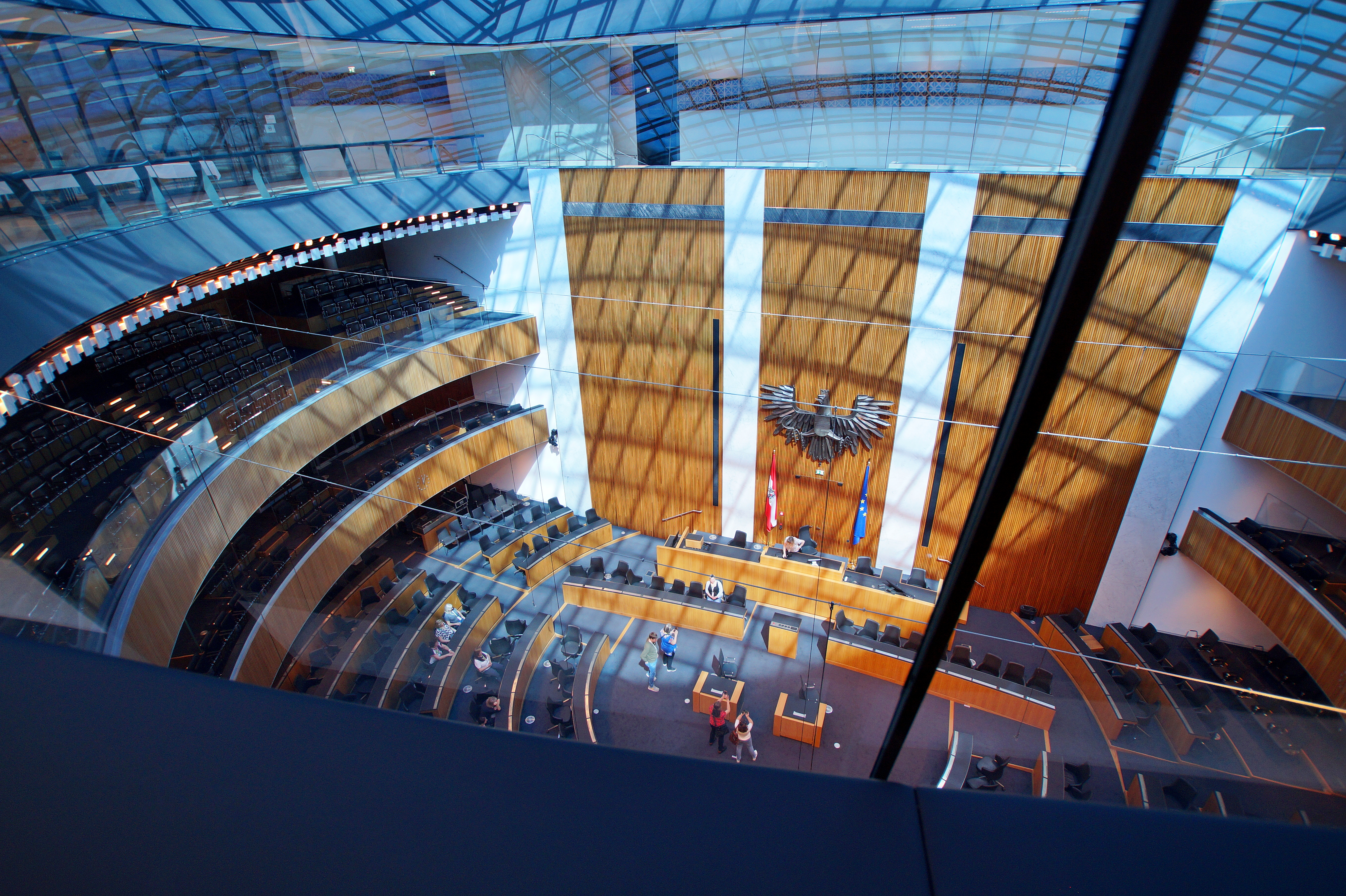
Widok na salę po remoncie

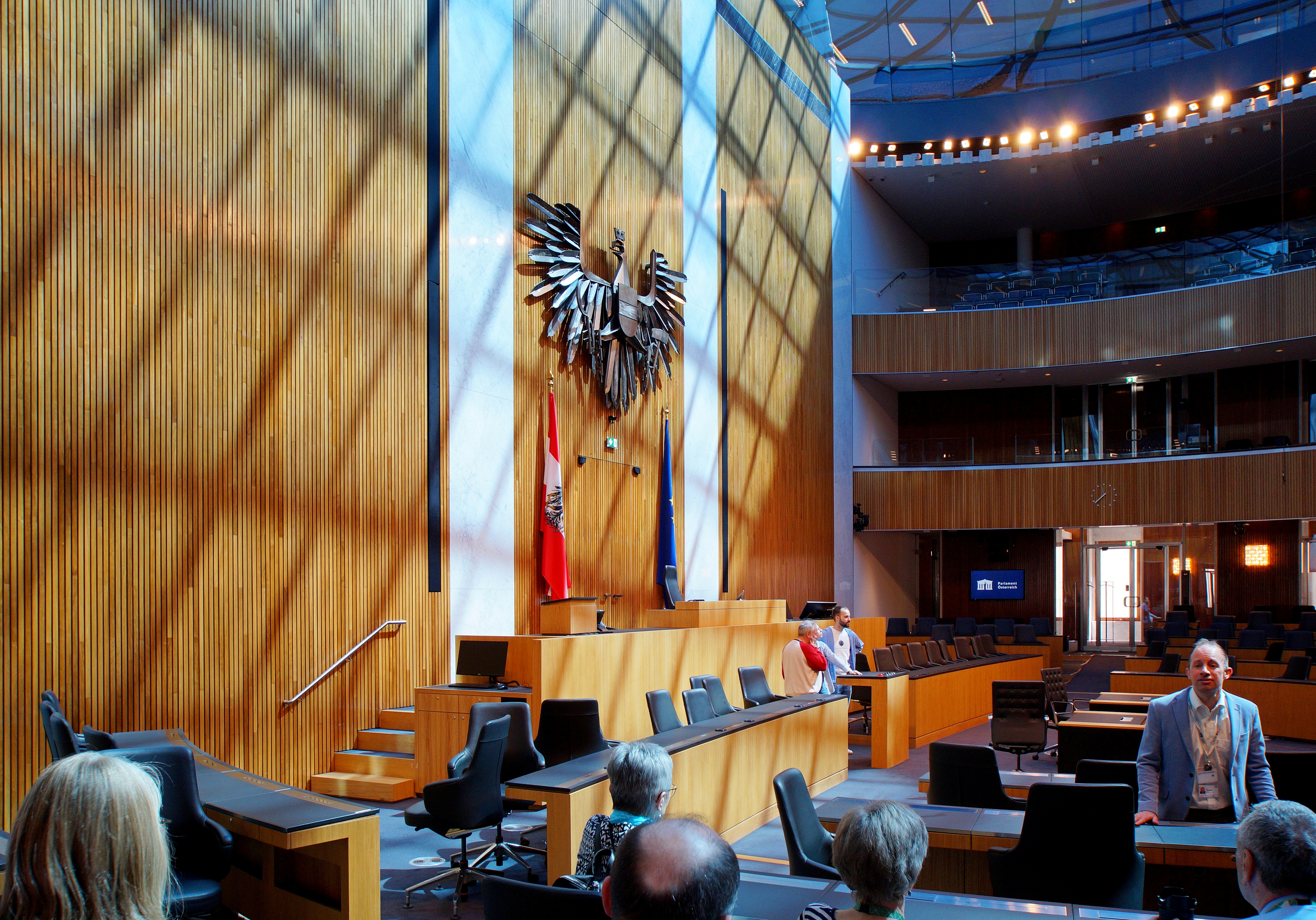
Sala po remoncie

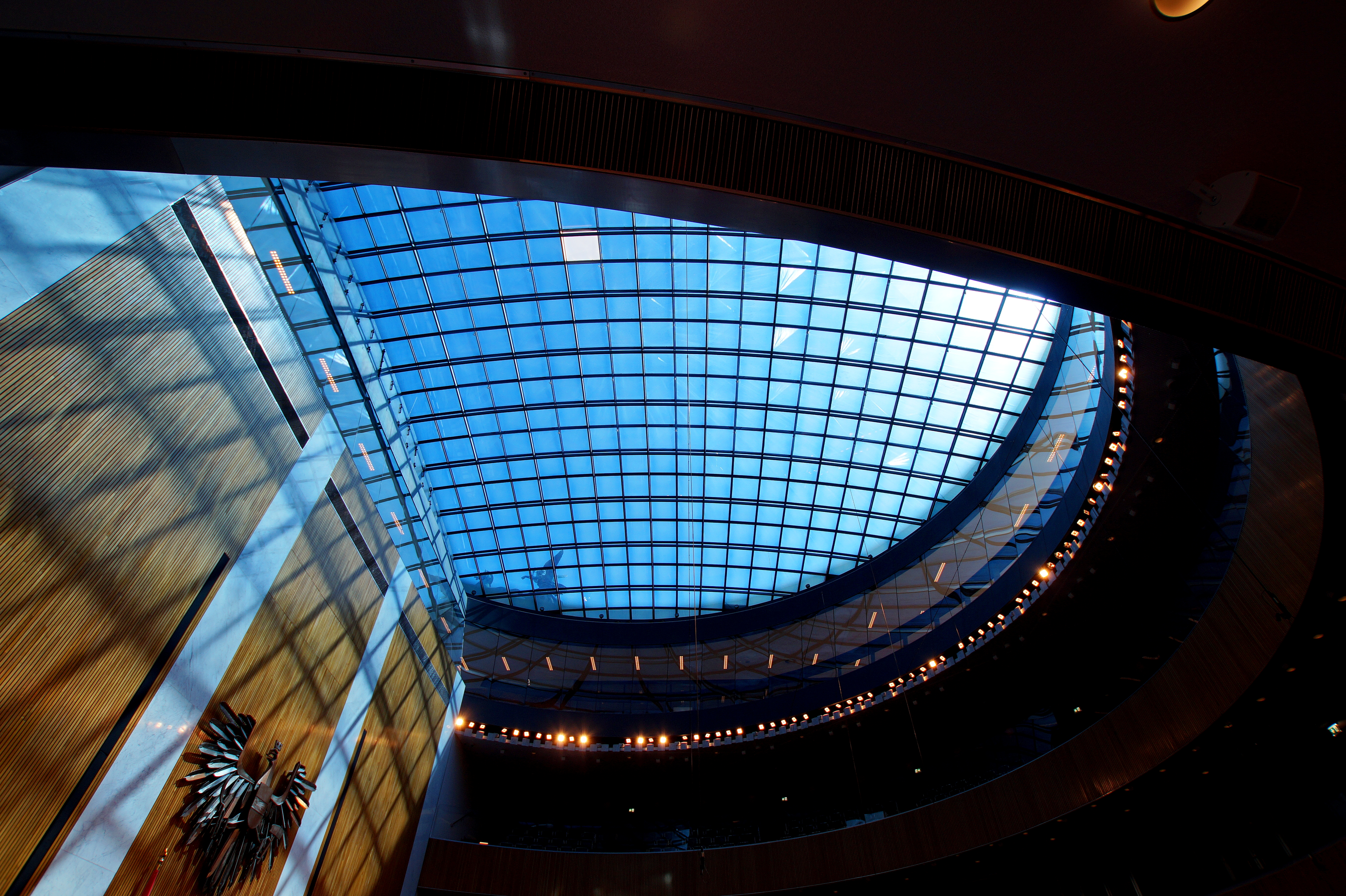
Nowa szklana kopuła

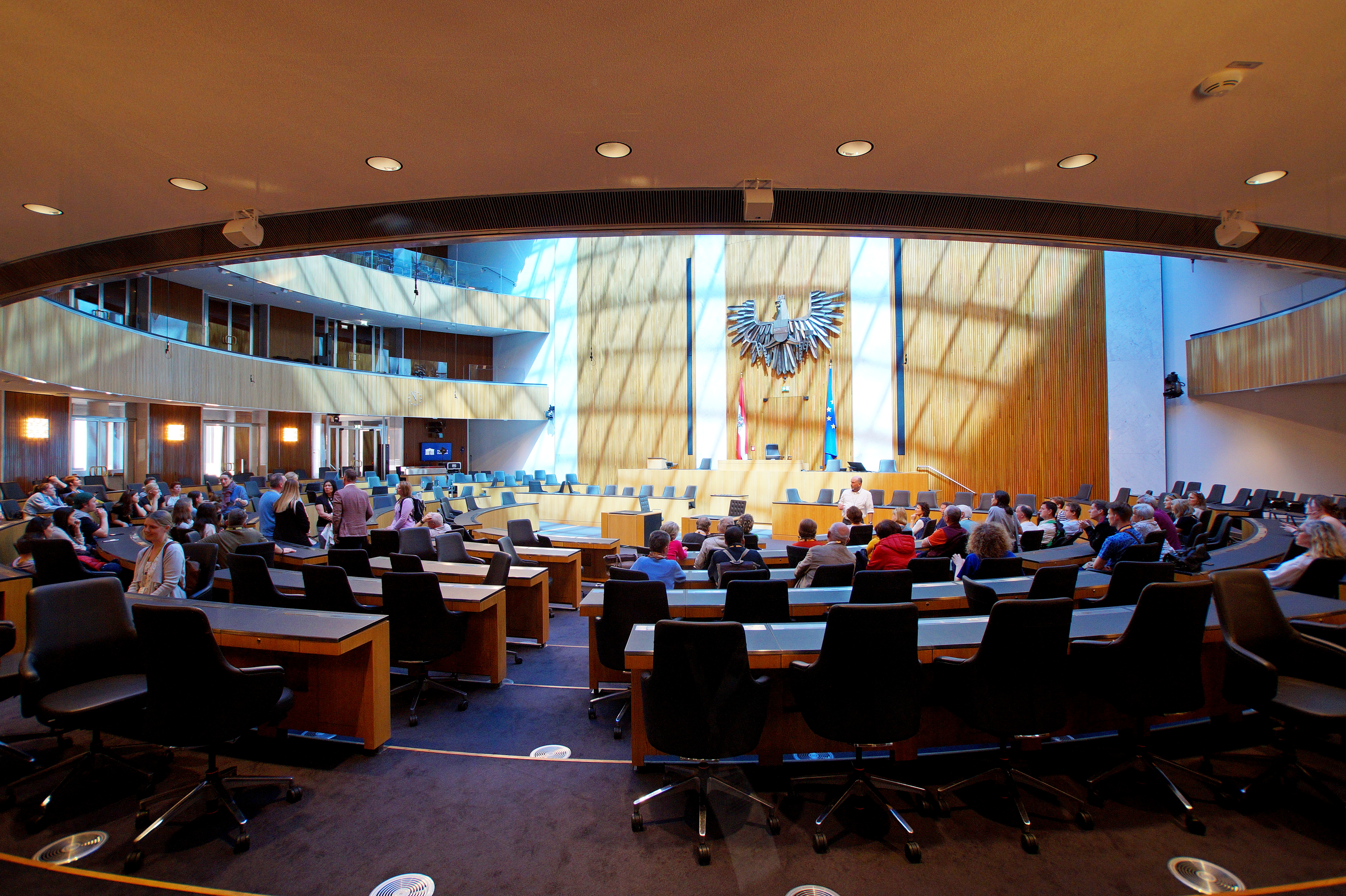
Sala po remoncie

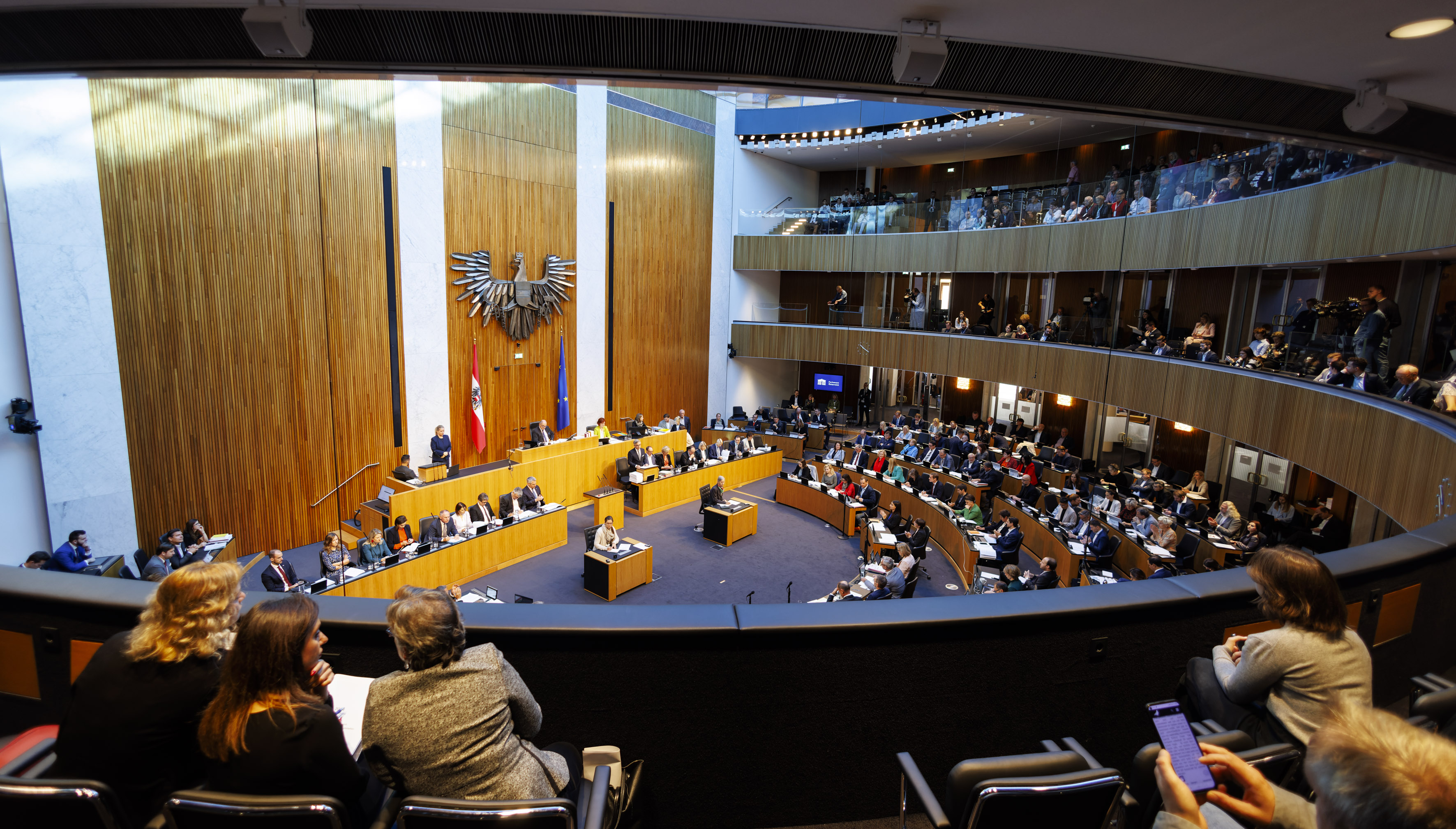
Widok na salę po remoncie

## Lista Przewodniczących Rady Narodowej

### I Republika
| #                                                                  | Imię i nazwisko                   | Portret | Kadencja             | Kadencja             | Partia polityczna | Partia polityczna         |
| #                                                                  | Imię i nazwisko                   | Portret | Od                   | Do                   | Partia polityczna | Partia polityczna         |
| ------------------------------------------------------------------ | --------------------------------- | ------- | -------------------- | -------------------- | ----------------- | ------------------------- |
| Przewodniczący Tymczasowego Zgromadzenia Narodowego 1918 – 1919    |                                   |         |                      |                      |                   |                           |
| 1                                                                  | Karl Seitz (1869–1950)            |         | 21 października 1918 | 4 marca 1919         |                   | SDAPÖ                     |
| 2                                                                  | Jodok Fink (1853–1929)            |         | 21 października 1918 | 30 października 1918 |                   | CS                        |
| 3                                                                  | Johann Nepomuk Hauser (1866–1927) |         | 30 października 1918 | 4 marca 1919         |                   | CS                        |
| 4                                                                  | Franz Dinghofer (1873–1956)       |         | 21 października 1918 | 4 marca 1919         |                   | Niemiecka Partia Narodowa |
| Przewodniczący Konstytucyjnego Zgromadzenia Narodowego 1918 – 1919 |                                   |         |                      |                      |                   |                           |
| 5                                                                  | Karl Seitz (1869–1950)            |         | 4 marca 1919         | 10 listopada 1920    |                   | SDAPÖ                     |
| Przewodniczący Rady Narodowej 1918 – 1919                          |                                   |         |                      |                      |                   |                           |
| 6                                                                  | Richard Weiskirchner (1861–1926)  |         | 10 listopada 1920    | 20 listopada 1923    |                   | CS                        |
| 7                                                                  | Wilhelm Miklas (1872–1956)        |         | 20 listopada 1923    | 6 grudnia 1928       |                   | CS                        |
| 8                                                                  | Alfred Gürtler (1875–1933)        |         | 13 grudnia 1928      | 4 grudnia 1930       |                   | CS                        |
| 9                                                                  | Matthias Eldersch (1869–1931)     |         | 4 grudnia 1930       | 20 kwietnia 1931     |                   | SDAPÖ                     |
| 10                                                                 | Karl Renner (1870–1950)           |         | 29 kwietnia 1931     | 4 marca 1933         |                   | SDAPÖ                     |

### II Republika
tymczasowy przewodniczący
| #                                    | Imię i nazwisko                | Portret | Kadencja             | Kadencja             | Partia polityczna | Partia polityczna |
| #                                    | Imię i nazwisko                | Portret | Od                   | Do                   | Partia polityczna | Partia polityczna |
| ------------------------------------ | ------------------------------ | ------- | -------------------- | -------------------- | ----------------- | ----------------- |
| Przewodniczący Rady Narodowej 1945 - |                                |         |                      |                      |                   |                   |
| 1                                    | Leopold Kunschak (1871–1953)   |         | 19 grudnia 1945      | 13 marca 1953        |                   | ÖVP               |
| 2                                    | Felix Hurdes (1901–1974)       |         | 18 marca 1953        | 9 czerwca 1959       |                   | ÖVP               |
| 3                                    | Leopold Figl (1902–1965)       |         | 9 czerwca 1959       | 5 lutego 1962        |                   | ÖVP               |
| 4                                    | Alfred Maleta (1906–1990)      |         | 14 lutego 1962       | 31 marca 1970        |                   | ÖVP               |
| 5                                    | Karl Waldbrunner (1906–1980)   |         | 31 marca 1970        | 4 listopada 1971     |                   | SPÖ               |
| 6                                    | Anton Benya (1912–2001)        |         | 4 listopada 1971     | 17 grudnia 1986      |                   | SPÖ               |
| 7                                    | Leopold Gratz (1929–2006)      |         | 17 grudnia 1986      | 23 lutego 1989       |                   | SPÖ               |
| 8                                    | Rudolf Pöder (1925–2013)       |         | 28 lutego 1989       | 5 listopada 1990     |                   | SPÖ               |
| 9                                    | Heinz Fischer (ur. 1938)       |         | 5 listopada 1990     | 20 grudnia 2002      |                   | SPÖ               |
| 10                                   | Andreas Khol (ur. 1941)        |         | 20 grudnia 2002      | 30 października 2006 |                   | ÖVP               |
| 11                                   | Barbara Prammer (1954–2014)    |         | 30 października 2006 | 2 sierpnia 2014      |                   | SPÖ               |
| –                                    | Karlheinz Kopf (ur. 1957)      |         | 2 sierpnia 2014      | 2 września 2014      |                   | ÖVP               |
| 12                                   | Doris Bures (ur. 1962)         |         | 2 września 2014      | 8 listopada 2017     |                   | SPÖ               |
| 13                                   | Elisabeth Köstinger (ur. 1978) |         | 9 listopada 2017     | 18 grudnia 2017      |                   | ÖVP               |
| 14                                   | Wolfgang Sobotka (ur. 1956)    |         | 20 grudnia 2017      | 24 października 2024 |                   | ÖVP               |
| 15                                   | Walter Rosenkranz (ur. 1962)   |         | 24 października 2024 | nadal                |                   | FPÖ               |